# وایلدوود (ایلینوی)
وایلدوود (به انگلیسی: Wildwood) یک منطقهٔ مسکونی در ایالات متحده آمریکا است که در شهرستان لیک، ایلینوی واقع شده‌است. وایلدوود ۲۴۷ متر بالاتر از سطح دریا واقع شده‌است.